# Falkland Palace
Falkland Palace ist ein ehemaliges Jagdschloss der schottischen Könige im schottischen Städtchen Falkland am Fuße der Lomond Hills im Zentrum des Countys Fife.

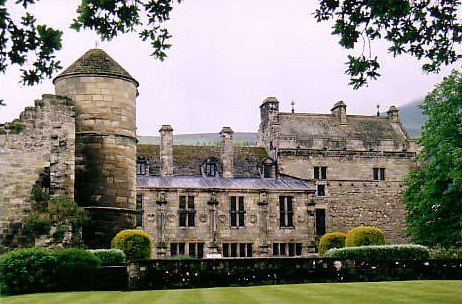
Falkland Palace, Ansicht von Norden

Das Schloss geht auf ein mittelalterliches Tower House der MacDuffs zurück und kam im 15. Jahrhundert an die schottische Krone. König James II. begann damit, den mittelalterlichen Bau zu erweitern. Seine Nachfolger setzten das Werk fort und errichteten ein Schloss im Stil der Renaissance, das zu einer der beliebtesten Jagdsitze des schottischen Königshofs wurde. Nachdem aber James VI. 1603 die schottische und englische Krone unter sich vereint hatte, verlegte er seine Residenz nach London, weshalb Falkland Palace nicht mehr regelmäßig genutzt wurde und fast 300 Jahre lang allmählich verfiel. Erst 1887 änderte sich die Situation, als John Crichton-Stuart, 3. Marquess of Bute, als Verwalter der Anlage (englisch hereditary keeper) mit einer umfassenden Restaurierung der noch erhaltenen Bausubstanz begann.
Seit 1952 fungiert der National Trust for Scotland als stellvertretender Verwalter des Palasts, der am 1. Februar 1972 als Listed Building der Kategorie A unter Denkmalschutz gestellt wurde. Das Anwesen gehört aber weiterhin der britischen Krone. Es kann von April bis Oktober entgeltlich besichtigt werden. 2019 wurde Falkland Palace von rund 49.000 Personen besucht. 2024 betrug die Besucherzahl etwa 36.000 Personen.

## Geschichte

### Vorgängerbauten
Möglicherweise gab es schon im 12. Jahrhundert am heutigen Ort eine Befestigung, doch dies ist nicht gesichert. Erst für das 13. Jahrhundert ist dort ein Tower house der MacDuffs, Earls of Fife, nachweisbar. Ihre Burg wurde 1337 von englischen Truppen zerstört, aber anschließend wieder aufgebaut. 1371 gehörten Burg und Earldom Isabella, der Erbtochter Duncan MacDuffs und Ehefrau Walter Stewarts, dem zweitgeborenen Sohn des schottischen Königs Robert II. Sie trat den Besitz in jenem Jahr an ihren Schwager Robert Stewart, 1. Duke of Albany, ab. Der ließ seinen Neffen David Stewart, 1. Duke of Rothesay, den ältesten Sohn von König Robert III. und dessen Thronerbe, in der Burg festsetzen, wo er 1402 unter ungeklärten Umständen starb. Die Legende besagt, der Thronfolger sei im Kerker verhungert. Bei Robert Stewarts Tod 1420 erbte sein Sohn Murdoch den Besitz und folgte seinem Vater auch als Regent für den in England gefangenen König James I. nach. Als Jakob aber 1424 aus der Gefangenschaft freigekommen und nach Schottland zurückgekehrt war, ließ er Murdoch im März 1425 wegen Hochverrats verhaften und zog alle seine Titel und Güter ein, darunter auch Falkland Castle. Seitdem gehörte das Anwesen der schottischen Krone. Die Stuart-Könige nutzten die Burg oft und gerne als Jagdsitz, denn die nahe gelegen, großen Wälder eigneten sich gut für die Jagd auf Hirsche und Bären. Die umliegenden Ländereien boten zudem ausreichend Beute für die Beizjagd.
James II. von Schottland baute die Anlage ab 1451 zu einem komfortablen Landsitz um und schenkte sie 1459 seiner Frau Maria von Geldern. Unter ihm wurde südlich des Wohnturms die sogenannte Great Hall errichtet und damit die bestehende Burg stark erweitert. 1455 wurde das Anwesen erstmals nicht mehr mit castle, sondern mit palace bezeichnet. Gleichzeitig entwickelte sich aus der um die Anlage liegenden Versorgungssiedlung ein Dorf, das 1458 den Status eines royal borough zugesprochen bekam. Nach dem Tod ihres Mannes ließ Maria von Geldern, die für ihren noch minderjährigen Sohn James III. als Regentin fungierte, in den Jahren 1461 und 1462 weitere Veränderungen an den Gebäuden vornehmen. Sie war es auch, die dort der englischen Königin Margarete von Anjou während der Rosenkriege nach der verlorenen Schlacht von Towton vorübergehend Obdach gewährte.

### Um- und Ausbau zum Renaissanceschloss

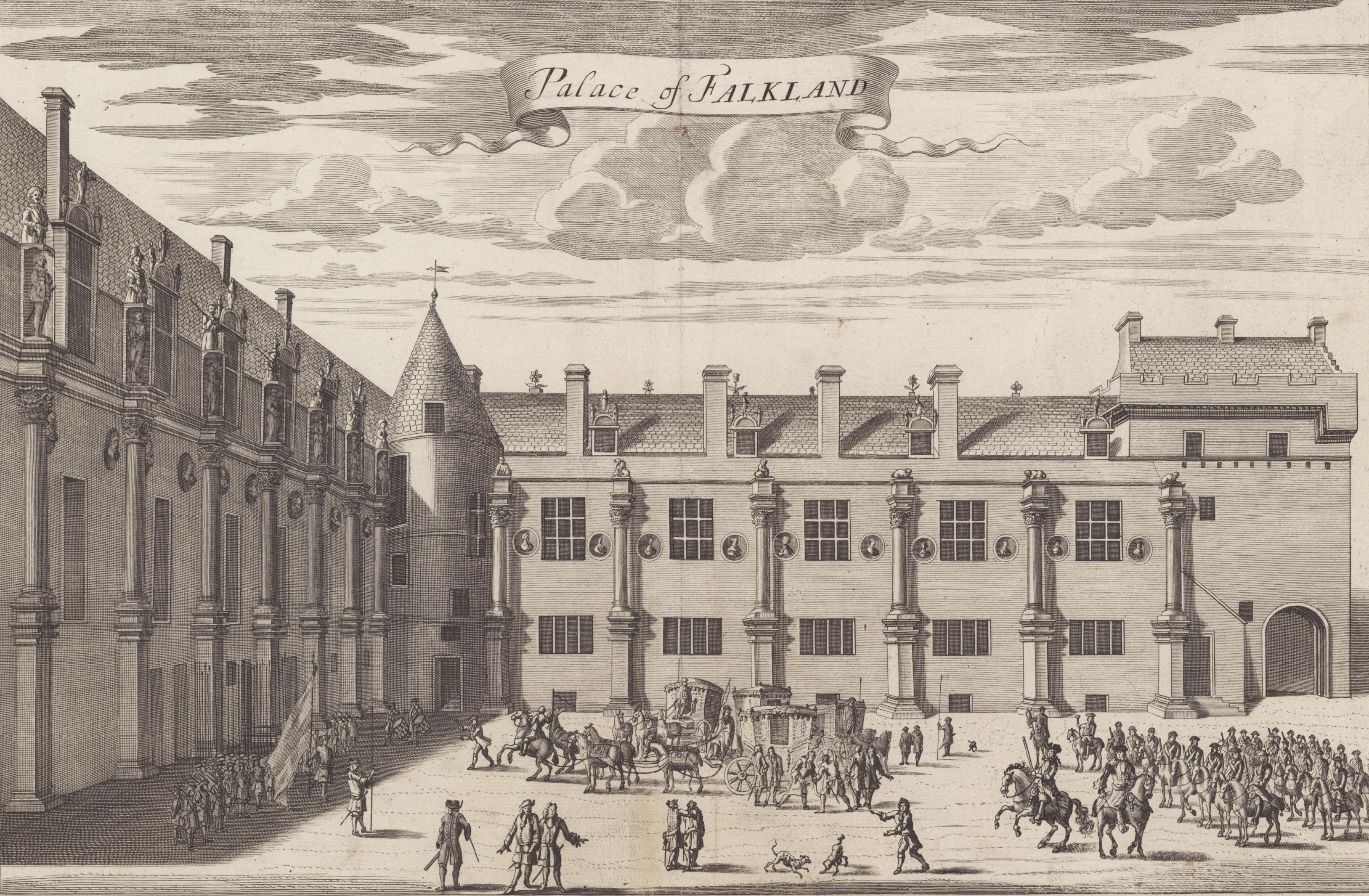
Falkland Palace auf einem Stich von John Slezer, 1693

König James IV. ließ den Landsitz ab 1501 zu einem königlichen Palast um- und ausbauen. So erweiterte er die Great Hall und ließ an deren östlicher Stirnseite einen nach Süden ausgerichteten, langen Gebäudeflügel errichten. Die Oberaufsicht über die Bauarbeiten lag anfangs bei Andrew Cavers, dem Abt von Lindores. Er hatte diese Aufgabe zuvor auch auf den Baustellen von Linlithgow Palace und Stirling Castle wahrgenommen. 1503 übernahm John Ramsay, Vikar von Creich, diese Funktion. Mit den Neubauten ging auch die Anlage eines neuen Schlossgartens einher, der östlich des alten Tower housesangelegt wurde. In diesem Renaissancegarten wurden auch Pfaue gehalten. Beim Tod des Königs im Jahr 1513 waren die Bauarbeiten aber noch nicht abgeschlossen, und so blieb es seinem Sohn James V. überlassen, das Werk seines Vaters fortzuführen. James V. verbrachte einige Zeit am französischen Hof, um dort im Januar 1537 Madeleine von Frankreich, eine Tochter des französischen Königs Franz I. zu heiraten. Bei seiner Rückkehr nach Schottland brachte er französische Handwerker mit, die Falkland Palace bis 1542 im Stil der französischen Renaissance um- und ausbauten. Den beiden bestehenden Gebäudetrakten im Norden und Osten wurde noch ein Südflügel mit anschließendem Torhaus hinzugefügt, sodass die nun dreiflügelige Anlage einen Innenhof umgab. Die vierte, westliche Seite war von einer hohen Mauer abgeschlossen. Die Hoffassade des Ostflügels ließ James V. im Stil der Renaissance überarbeiten und sie somit dem Südflügel angleichen. Im ersten Geschoss des südlichen Trakts wurde um 1540 eine Schlosskapelle eingerichtet. Die Oberaufsicht über alle Arbeiten führte John Scrymgeour. Im Schlossgarten entstand 1539 ein Ballspielplatz (englisch Royal oder Real tennis court), auf dem Jeu de Paume gespielt werden konnte. Nach seiner vernichtenden Niederlage in der Schlacht von Solway Moss starb James V. 1542 im Schloss. Seine Tochter und Nachfolgerin Maria Stuart weilte während ihrer kurzen Zeit als Königin von Schottland gerne in Falkland, weil sie das Schloss an ihre Kindheit in Frankreich erinnerte.

### Allmählicher Niedergang

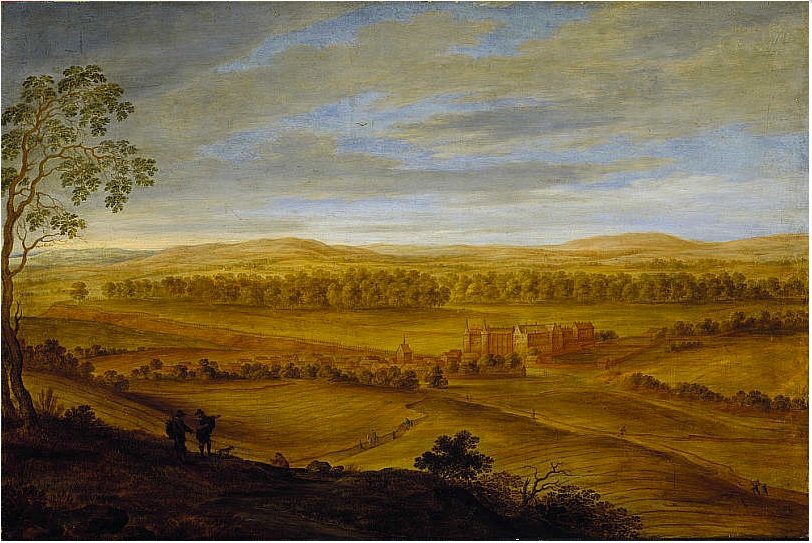
Die Schlossanlage auf einem Gemälde von Alexander Keirincx, 17. Jahrhundert

Trotz des aufwändigen Um- und Ausbaus diente das Schloss nie als dauerhafte Residenz, sondern immer nur zu kurzen Aufenthalten der schottischen Könige. Nachdem James VI. 1603 als James I. auch König von England geworden war, zog der gesamte Königshof nach London, und Falkland Palace wurde nicht mehr regelmäßig genutzt. Karl I. und Karl II. statteten dem Palast jeweils nur einmal und sehr kurz einen Besuch ab. Für die Zeit, während der die Anlage leer stand, waren seit der Regierungszeit James V. Personen, die der schottischen Königsfamilie nahestanden, mit der Verwaltung betraut. Dieses Verwalteramt, hereditary keeper genannt, war erblich und veräußerbar. Erster Verwalter war Archibald Douglas, 6. Earl of Angus, zweiter Ehemann von Margaret Tudor, der Schwester Heinrichs VIII. Noch im 16. Jahrhundert war das Amt an die Bethunes of Creich gekommen. Von ihnen gelangte es durch Heirat an David Murray, 1. Viscount of Stormont, und von dessen Familie während des Commonwealth an die Earls und späteren Dukes of Atholl. Diese mussten mit ansehen, wie im Jahr 1654 während der Einquartierung von Cromwellschen Truppen der Nord- und Ostflügel des Schlosses abbrannten. 1715 nistete sich Rob Roy MacGregor in der Halbruine ein und machte von dort einige Zeit lang die Umgegend mit Plünderungen unsicher, zog aber schließlich weiter. 1746 wurden die Skenes of Halyard Verwalter des Palasts, 1787 übernahmen ihre Verwandten, die Skenes of Pitlour, das Amt. Von ihnen gelangte es durch Heirat an die Familie der Moncrieffs of the Myres. 1820 verkaufte General George Moncrieff den Posten des Schlossverwalters an John Bruce, dessen Nichte ihn an ihren Mann O Tyndall Bruce brachte. Er ließ um 1840 Reparaturen und Wiederherstellungsmaßnahmen am erhaltenen Südflügel sowie am Torhaus vornehmen, bei denen die Gebäude teilweise verändert wurden.

### Restaurierung und heutige Nutzung

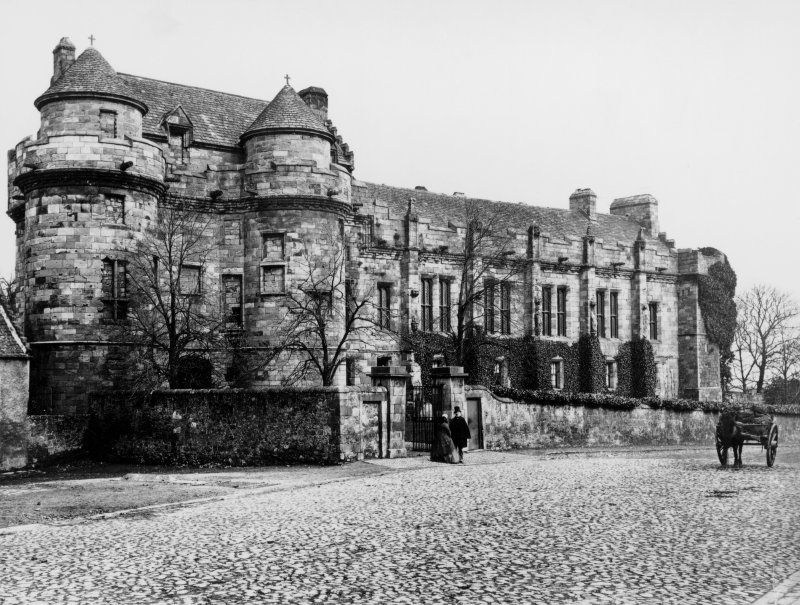
Das Schloss in den 1850er Jahren

1887 verkauften die Bruces das Verwalteramt an John Crichton-Stuart, 3. Marquess of Bute, der mit Hilfe des Architekten John Kinross eine umfassende Restaurierung der Anlage begann. Bei den Arbeiten wurden die um 1840 durchgeführten Veränderungen rückgebaut und die noch erhaltene Brandruine des Ostflügels gesichert. Der an Archäologie interessierte Marquess ließ um 1890 auch die Reste des im 16. Jahrhundert aufgegebenen und niedergelegten Tower house im Garten des Anwesens ausgraben. Nach seinem Tod im Jahr 1900 führte sein zweiter Sohn, Ninian Crichton-Stuart, das Werk seines Vaters fort. Unter ihm wurde zum Beispiel die Schlosskapelle durch Robert Weir Schultz wiederhergestellt und neu eingerichtet. Das Amt des Schlossverwalters erbte 1915 Michael Crichton-Stuart, der nach Ende des Zweiten Weltkriegs den Palast gemeinsam mit seiner Frau Barbara zu seinem Wohnsitz machte. Er ließ den im Zweiten Weltkrieg als Kartoffelfeld genutzten Schlossgarten von 1947 bis 1952 nach Vorbildern des 16. Jahrhunderts wieder anlegen. Mit Einverständnis der Queen ernannte er 1952 den National Trust for Scotland zum stellvertretenden Verwalter (englisch deputy keeper) von Falkland Palace. Die Organisation kümmert sich seither um Erhalt, Restaurierung und Verwaltung der Anlage. So ließ sie zwischen 1955 und 1980 das sogenannte Cross House, einen Turm des niedergebrannten Ostflügels, wiederaufbauen und darin zwei prächtig ausgestattete Räume einrichten. Nominell ist heute der Sohn Michael Crichton-Stuarts, Ninian, hereditary keeper des Anwesens. Wie sein Vater hat er seinen Wohnsitz im Schloss. Falkland Palace wurde 2019 von mehr als 49.000 Menschen besucht.

## Beschreibung

### Architektur
Falkland Palace wurde nach seiner Errichtung im Vergleich mit anderen Königsresidenzen in Schottland am wenigsten verändert. Seine erhaltenen Bausubstanz wurde später kaum überformt oder historistisch verändert. Früher war Falkland eine dreiflügelige Anlage, deren Trakte einen rechteckigen Innenhof umschlossen. Zugang zu diesem gewährte ein wuchtiges Torhaus, das sich dem Südflügel des Palasts an dessen Westseite anschloss. Der Great Hall genannte Nordflügel aus der Mitte des 15. Jahrhunderts hatte Ähnlichkeit mit der Great Hall von Stirling Castle, ist heute aber mit Ausnahme seiner Fundamente nicht mehr erhalten. An ihnen ist jedoch noch ablesbar, dass dieser Trakt im Inneren einmal 30,2 × 7,9 Meter groß war. An seiner Stelle befindet sich heute ein Blumengarten. Die Fläche des einstigen Innenhofs wird heute von Rasen eingenommen.
Zugang zum Schloss gewährt immer noch das dreigeschossige Torhaus in der Südwestecke des Schlossareals. Es wurde etwa gleichzeitig mit dem Südflügel errichtet, jedoch erst 1629 gänzlich fertiggestellt. Der Bau macht zwar einen wehrhaften Eindruck, besitzt aber weder Wehrerker noch Maschikulis. Sein neun Fuß (ca. 2,75 Meter) breiter Torbogen wird an beiden Seiten von Rundtürmen flankiert. Im westlichen von ihnen befand sich im Keller ein Verlies. Über der Tordurchfahrt und an den beiden Flankierungstürmen finden sich Wappendarstellungen, unter anderem das Wappen der Stuarts of Bute. Insgesamt hat das Torhaus von Falkland Palace große Ähnlichkeit mit dem unzerstörten Torbau von Stirling Castle. In seinem Inneren lagen von je her die Räume für Wachen und die Wohnräume des Schlossverwalters.
In östlicher Richtung schließt sich der vollständig erhaltene Südtrakt des Schlosses an. Seine zwei Geschosse erheben sich über einem Kellergewölbe. Während die nach Süden gerichtete Außenfassade durch ihren leicht auskragenden Wehrgang mit Zinnen einen wehrhaften Eindruck macht, zeigt die hofseitige Fassade starke Einflüsse der kontinentalen Renaissance. Pfeiler gliedern die Hoffront in vertikaler Richtung. Ihre Pendants an der Außenfassade besitzen Nischen für Statuen, von denen zwei noch bestückt sind. Auf den Pfeilersockeln finden sich die Initialen Jakobs V. und seiner Frau Marie de Guise "I R 5 D G" (für Jacobus Rex V Dei Gratia) und "MRIA D G" (für Maria Dei Gratia). Neben den großen Fenstern des ersten Obergeschosses hängen Kopfmedaillons, die möglicherweise einstige Mitglieder des schottischen Königshofes zeigen. Die Konsolen des Daches ähneln jenen, die am Bankettsaal von Edinburgh Castle zu finden sind.
Von dem östlichen Trakt des Schlosses ist heute nur noch die hofseitige Fassade in Teilen erhalten. Ihre Gestaltung ähnelt der Südfassade. Der Ostflügel wurde etwa 1500 bis 1512 errichtet und war 57 Meter lang. Über einem Gewölbekeller erhoben sich zwei Geschosse, deren Räume durch zwei Galerien an der östlichen Gartenseite erschlossen wurden. Zu den Räumen zählten unter anderem der Saal der königlichen Wachen, ein Audienzzimmer und ein privater Speisesaal, jedoch ist die genaue Lage der einzelnen Zimmer nicht bekannt. Möglicherweise befanden sich die Gemächer des Königs im ersten Geschoss, während die Gemächer der Königin im Geschoss darüber lagen. Ein Turm, welcher der Gartenfassade des Ostflügels mittig vorgesetzt ist, wird Cross House (auch Crosshouse geschrieben) genannt. Er verdankt sein vollständiges Aussehen dem National Trust for Scotland, der ihn vom ersten Obergeschoss an wiederaufbaute.

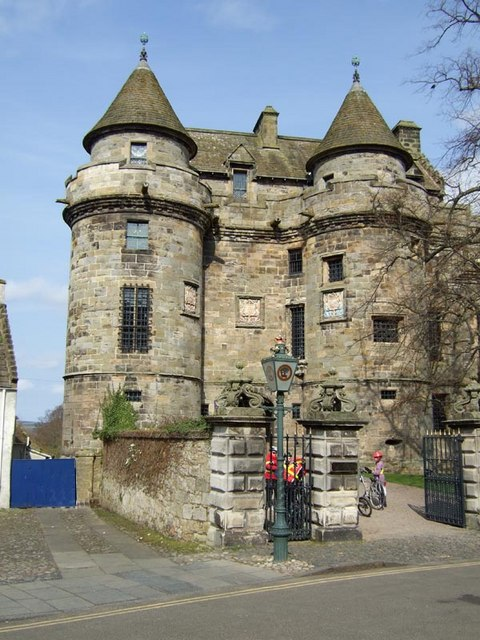
Torhaus
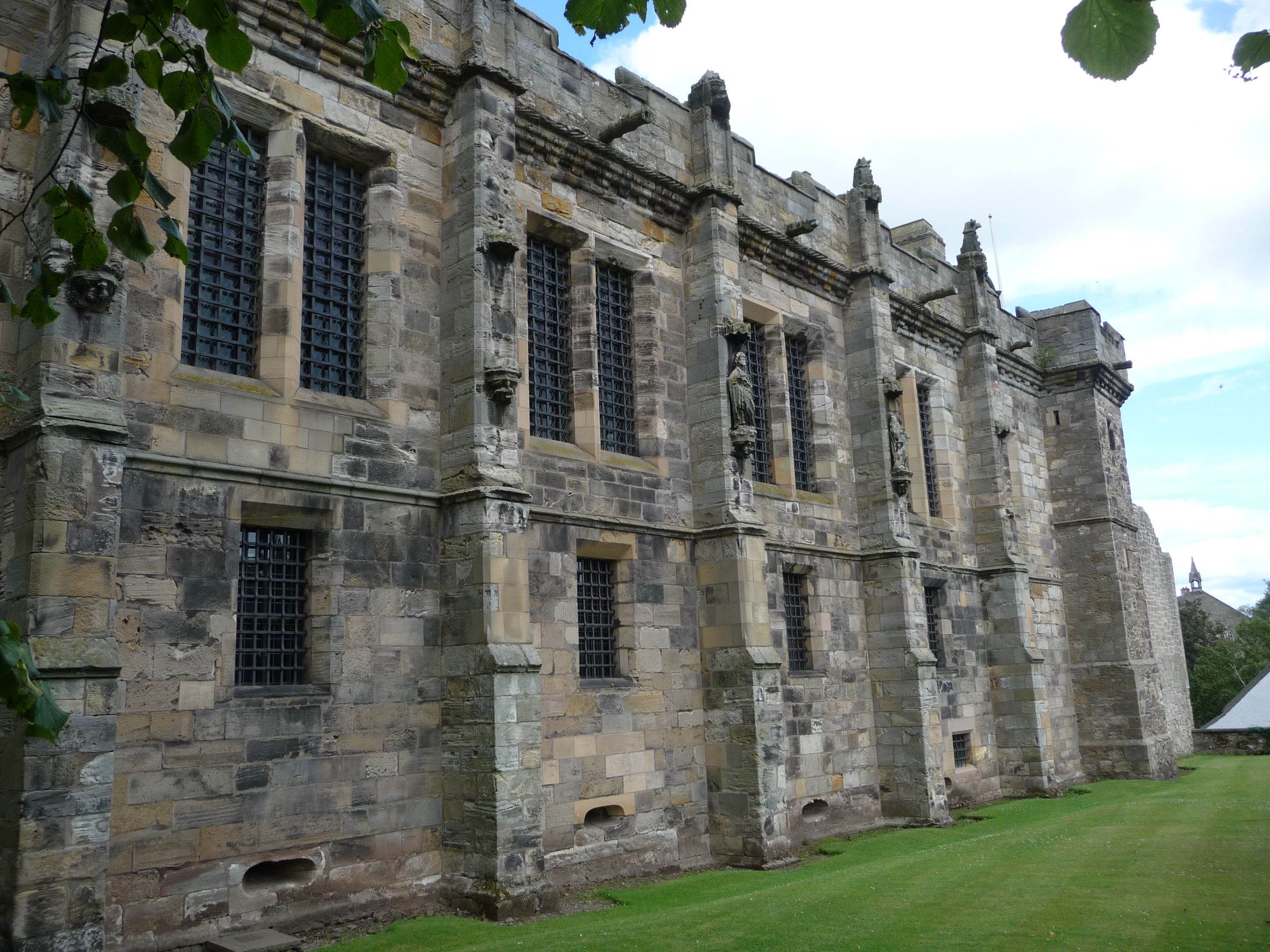
Außenfassade des Südflügels
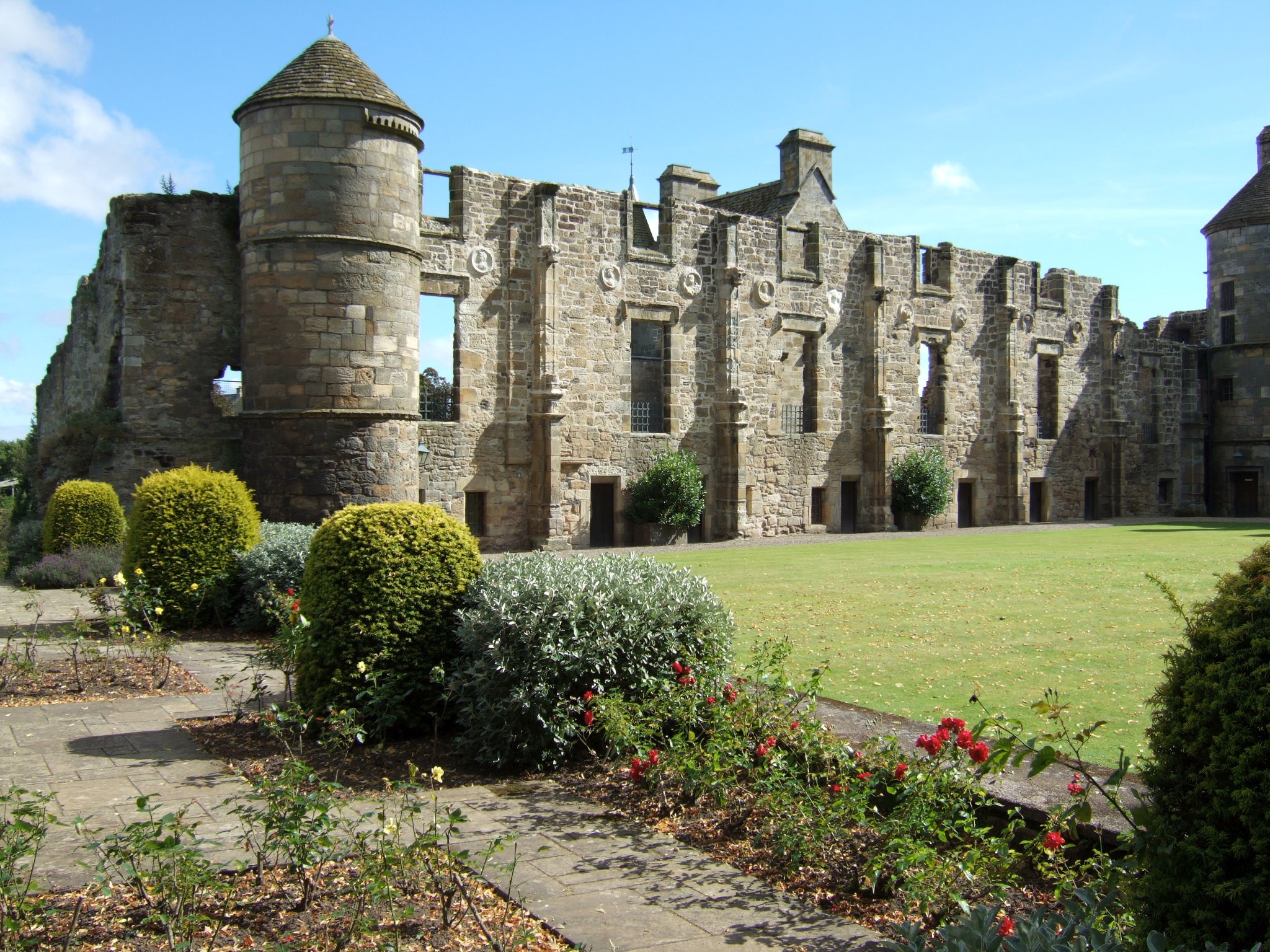
Ruine des Ostflügels, Ansicht vom Hof
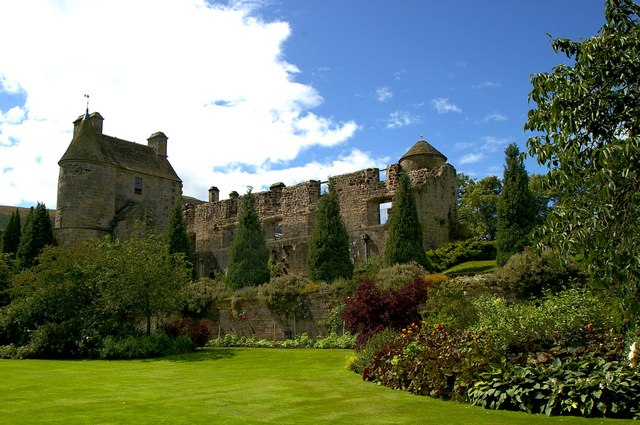
Ostflügel und Cross House

### Inneneinrichtung
Im Torhaus stammt die Inneneinrichtung sämtlicher Räume vom Ende des 19. Jahrhunderts. Wand- und Deckenmalereien wurden in der Zeit von 1894 bis 1896 von dem Maler Andrew Lyons geschaffen, darunter auch die Trompe-l’œil-Decke der Alten Bibliothek. Dieses Zimmer wurde von Michael Crichton-Stuart nach dem Zweiten Weltkrieg als Arbeitszimmer genutzt. Heute werden dort Memorabilien mit Bezug auf die Familie Crichton-Stuart gezeigt. Die Keeperʼs suite im zweiten Obergeschoss des Torbaus besteht aus einem Schlafzimmer mit einem Himmelbett aus dem 18. Jahrhundert, das vielleicht James VI. gehörte, und einem sich anschließenden Ankleide- und Badezimmer. Das Wohnzimmer (englisch Drawing room) im ersten Geschoss ist mit einer Decke aus Eichenholz ausgestattet. Sie zeigt die Wappen der Stuart-Könige und der verschiedenen Verwalter des Schlosses.

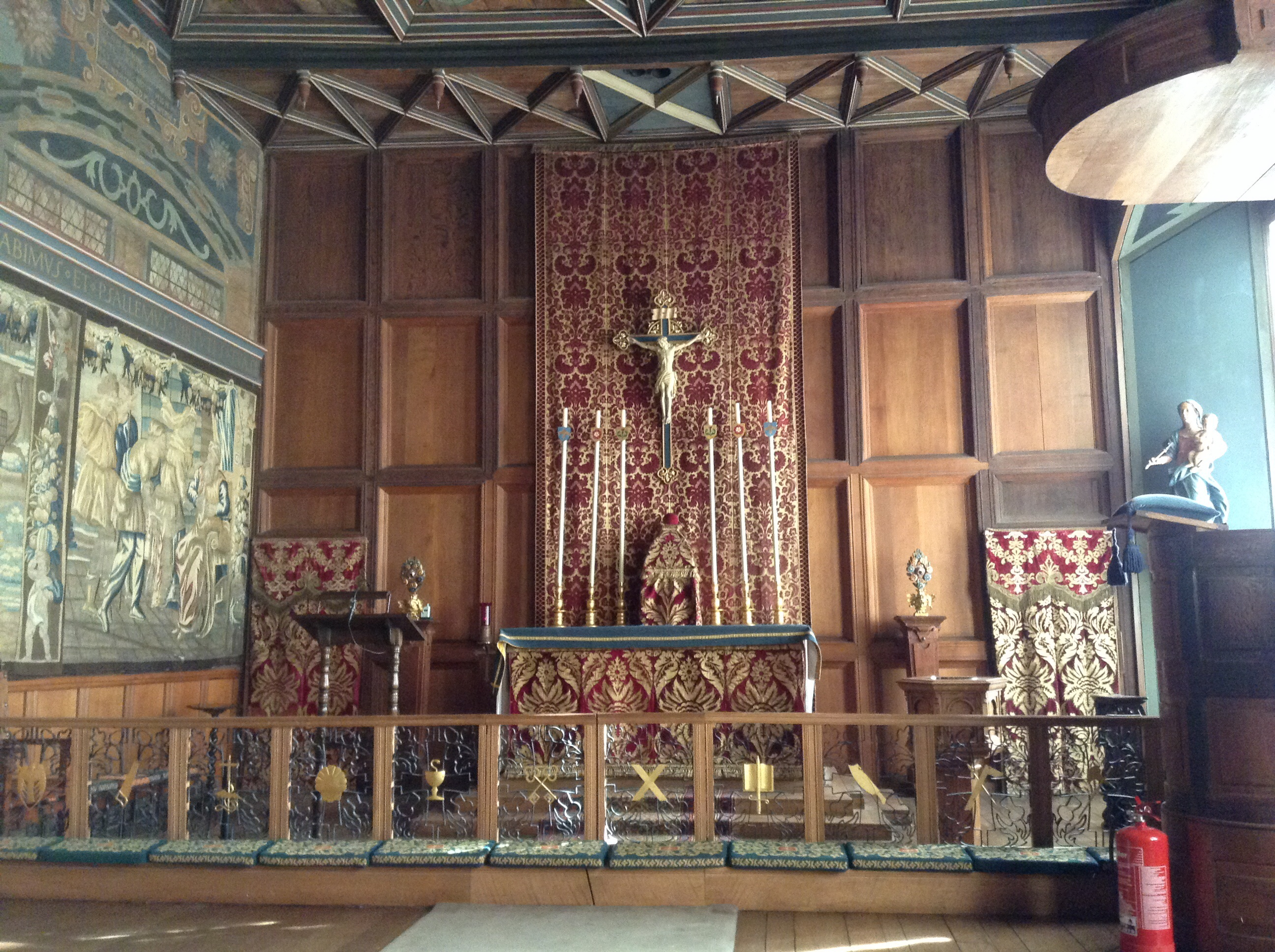
Schlosskapelle

Der Südflügel des Palasts bot im Erdgeschoss früher wahrscheinlich Räume für Höflinge und hochrangige Hofbeamte. Im Keller befanden sich Wirtschaftsräume wie zum Beispiel eine Bäckerei und ein Braukeller. Weitere Wohnräume befanden sich auf der ersten Etage. Wichtigster Raum in diesem Geschoss ist die 80 × 24,6 Fuß (etwa 24,4 × 7,5 Meter) große, Chapel Royal genannte Schlosskapelle. Trotz Veränderungen Ende des 19. und Anfang des 20. Jahrhunderts gilt sie als eines der schönsten Beispiele für schottische Kapellenarchitektur aus der Zeit nach der Reformation. Weil ihre Vorgängerin in der alten Burg der MacDuffs Thomas von Canterbury geweiht war, wird vermutet, dass auch die neue Kapelle diesem Heiligen geweiht wurde. In der Zeit von 1513 bis 1539 wurde der Raum als Holzlager und Festsaal genutzt, ehe ihn James V. wieder seiner ursprünglichen Bestimmung zuführte. Aus jener Zeit stammt die Kassettendecke des Raums, die anlässlich eines Besuchs Karls I. 1633 ihre heutige Bemalung aus Königswappen erhielt. Die Kapellenfenster stammen aus den 1890er Jahren und zeigen heraldische Zeichen und Embleme der mit Falkland verbundenen schottischen Könige und Königinnen. Der Raum wurde ab 1896 restauriert und anschließend für katholische Messen eingerichtet. Altar, Retabel und Podest sind nach Entwürfen von Robert Weir Schultz gefertigt und wurden 1905 anlässlich der neuen Einsegnung im Mai des Jahres installiert. Älter ist hingegen das königliche Gestühl. Es kam schon in der Regierungszeit von James VI. in die Kapelle und war ein Geschenk des dänischen Volkes anlässlich der Hochzeit des Monarchen mit Anna von Dänemark. Kunsthistorisch wertvollstes Ausstattungsstück ist aber ein hölzerner Sichtschutz aus dem 16. Jahrhundert, der die Kapelle von einem Vorraum abtrennt. Die benachbarte Sakristei besitzt Deckenmalereien von Thomas Bonnar. Er schuf sie von 1895 bis 1896 nach Vorbildern von David Scott. Im Februar 1906 erwarb Lord Ninian Crichton Stuart vier Tapisserien aus dem 17. Jahrhundert aus einem Haus in Maarssen. Sie hingen anfänglich in der Schlosskapelle, sind aber mittlerweile in der Galerie des ersten Geschosses zu sehen. Diese Galerie besitzt eine kassettierte Eichenholzdecke und verband früher die königlichen Gemächer im Ostflügel mit der Kapelle und den Räumen der Wachen im Torhaus.
Die Rekonstruktionen zweier königlicher Schlafzimmer (englisch Kingʼs room und Queenʼs room) finden sich heute im Cross House. Die beiden rekonstruierten Räume wurden von W. Schomberg Scott und David McClure entworfen und sollen ein authentisches Bild einer luxuriöse Einrichtung des 16. Jahrhunderts vermitteln. Die Fertigstellung der Räume erfolgte 1987 anlässlich des 400. Jahrestages von Maria Stuarts Hinrichtung.

### Schlossgarten
Zur Anlage gehört ein neun Hektar großer Schlossgarten, der nach dem Zweiten Weltkrieg von dem Landschaftsarchitekten Percy Cane nach alten Vorbildern neu angelegt wurde. Neben einem Obstgarten und einer Wildblumenwiese gehört dazu auch ein renaissancezeitlicher Kräutergarten mit Pflanzen, die alle in John Gerards Buch Herball, or Generall Historie of Plantes aufgeführt sind. In der nordöstlichen Ecke des Gartenareals liegt der (englisch Royal oder Real tennis court). Der 1955 renovierte Ballspielplatz ist der älteste seiner Art im ganzen Vereinigten Königreich, denn er wurde 1539 eingerichtet und ist damit älter als derjenige von Hampton Court Palace. Seit sich 1965 ein entsprechender Verein gegründet hat, wird der Platz wieder regelmäßig bespielt. Zwischen ihm und dem Schlossgebäude liegt etwa in der Mitte das wieder aufgemauerte Fundament eines mächtigen Rundturms. Aus dem 13. Jahrhundert stammend, ist es die älteste Bausubstanz der gesamten Anlage und ein Rest des Tower houses der MacDuffs. 1987 wurde der Schlossgarten in das Inventory of Gardens and Designed Landscapes in Scotland aufgenommen.

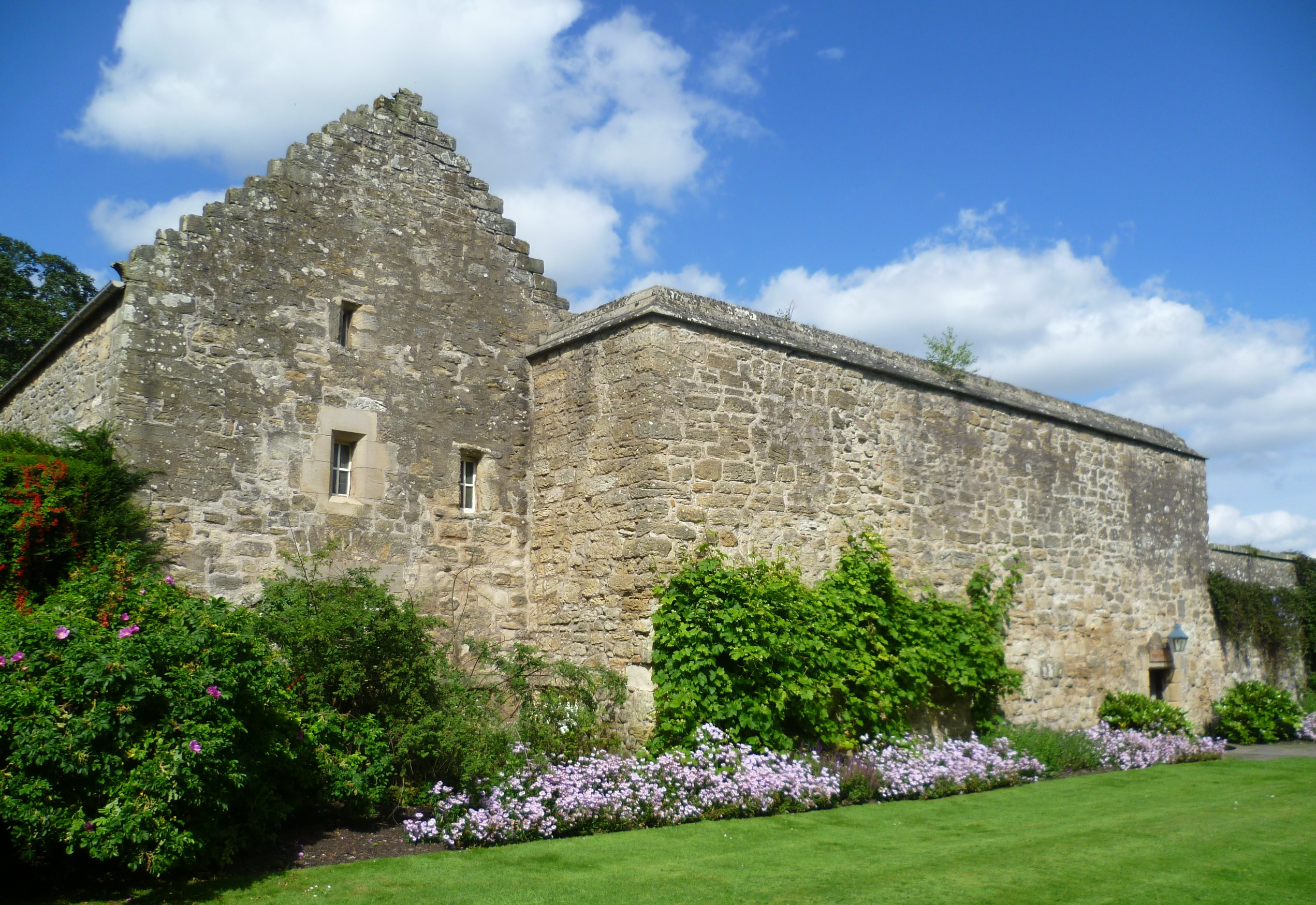
Real tennis court, Außenansicht
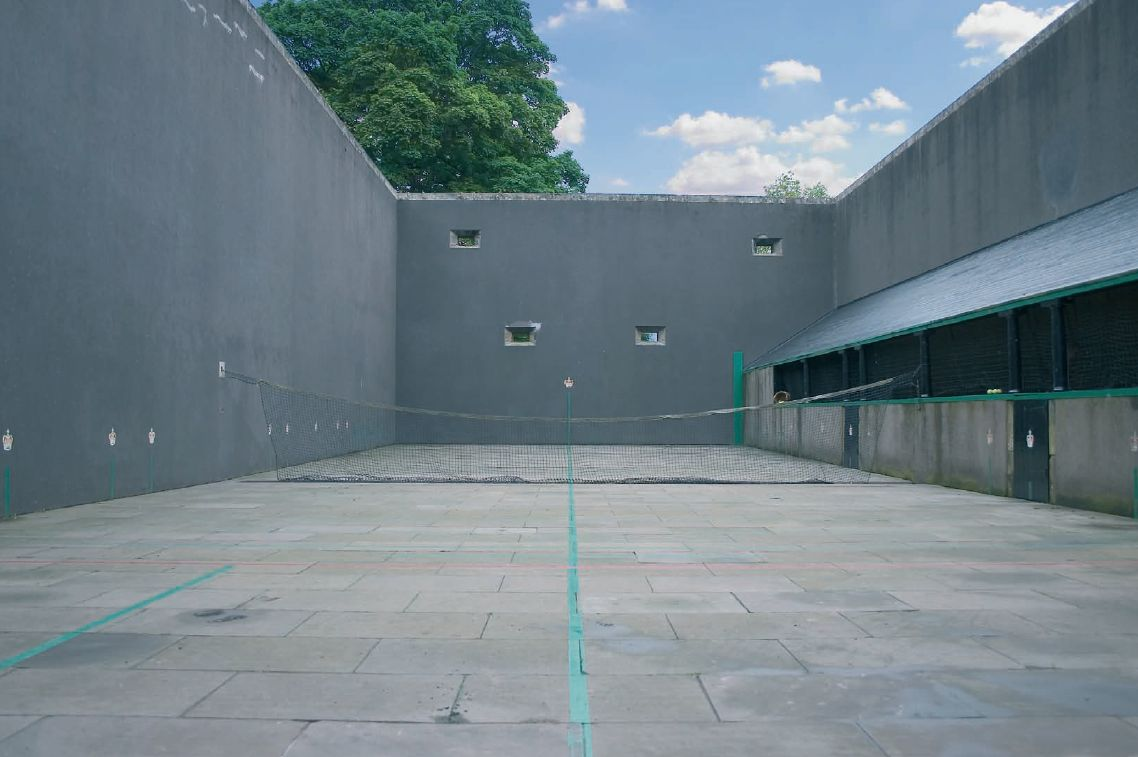
Real tennis court, Innenansicht
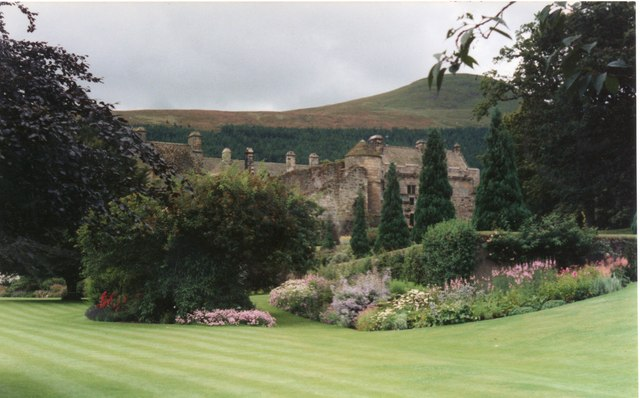
Teil des Schlossgartens
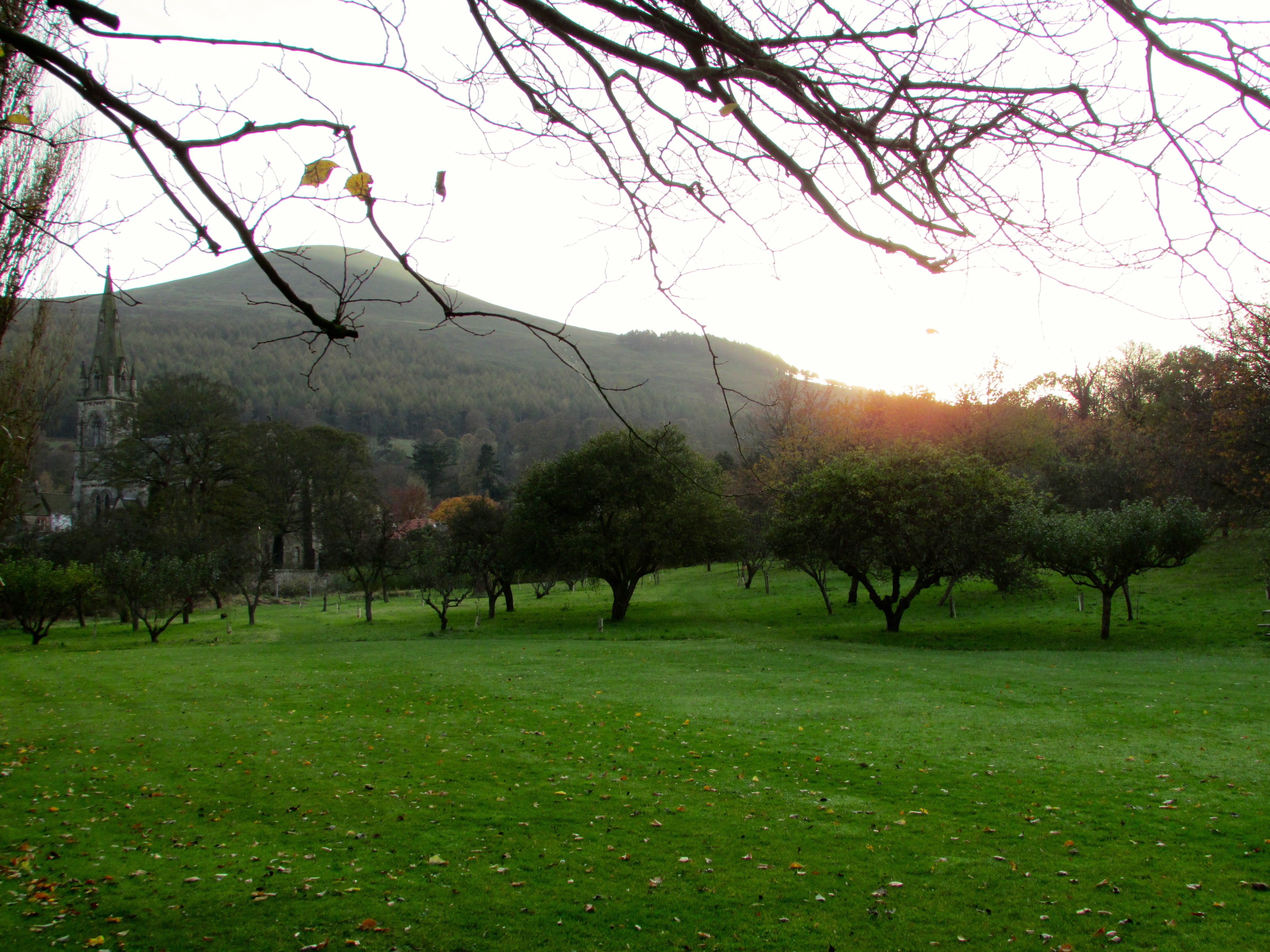
Obstwiese